# Tliltepec
Tliltepec är en ort i Mexiko.   Den ligger i kommunen Tlacuilotepec och delstaten Puebla, i den sydöstra delen av landet, 160 km nordost om huvudstaden Mexico City. Tliltepec ligger 847 meter över havet och antalet invånare är 383.
Terrängen runt Tliltepec är lite bergig. Runt Tliltepec är det ganska tätbefolkat, med 160 invånare per kvadratkilometer. Närmaste större samhälle är Xicotepec de Juárez, 17,2 km söder om Tliltepec. Omgivningarna runt Tliltepec är en mosaik av jordbruksmark och naturlig växtlighet.